# Yūbari (tàu tuần dương Nhật)
Yūbari (tiếng Nhật: 夕張) là một tàu tuần dương hạng nhẹ của Hải quân Đế quốc Nhật Bản được chế tạo trong những năm 1922-1923. Là chiếc duy nhất trong lớp của nó, Yūbari đã được đưa ra hoạt động trong Chiến tranh Thế giới thứ hai trước khi bị tàu ngầm Mỹ đánh chìm ngoài khơi Palau vào ngày 27 tháng 4 năm 1944.

## Thiết kế và chế tạo
Ban đầu Yūbari được thiết kế như một tàu tuần dương tuần tiễu thử nghiệm, có những khả năng tác chiến như một tàu tuần dương hạng nhẹ Nhật với lượng rẽ nước tiêu chuẩn 5.000 tấn trên một lườn tàu nhẹ hơn nhiều. Con tàu được thiết kế bởi Đô đốc Yuzuru Hiraga. Các khẩu pháo chính được bố trí trên trục giữa tàu trên những tháp pháo, và lớp vỏ giáp được tích hợp vào cấu trúc lườn tàu. Tháp chỉ huy được thiết kế nhô ra đáng kể nhằm tăng khả năng đi biển. Hệ thống động lực của tàu khu trục được trang bị nhằm tiết kiệm trọng lượng, với tám nồi hơi Kampon đốt dầu gom vào một ống khói chung lớn.
Yūbari được hoàn tất với lượng rẽ nước vượt quá 419 tấn (13%) so với tải trọng thiết kế, đưa đến hậu quả tầm nước sâu hơn 0,3 m (1 ft) và tốc độ giảm bớt 2,8 km/h (1,5 knot) so với tốc độ thiết kế. Dù sao, con tàu vẫn được xem là thành công, khi nhiều đặc tính của nó được áp dụng trên các tàu chiến Nhật Bản sau này.
Yūbari được tái trang bị đánh kể vào đầu năm 1944 khi hai tháp pháo nòng đơn 140 mm (5,5 inch) được tháo bỏ, và một khẩu đội phòng không 120 mm (4,7 inch) được bổ sung tại vị trí "A" cùng sáu khẩu đội nòng đôi và một khẩu đội ba nòng phòng không 25 mm được tăng cường cùng với radar và thủy lôi.

## Lịch sử hoạt động
Yūbari phục vụ tại Mặt trận Thái Bình Dương trong Chiến tranh Thế giới thứ hai khi nó hoạt động như là soái hạm của lực lượng Nhật Bản tấn công đảo Wake. Nó đã dẫn đầu trong cả hai lần nỗ lực tấn công vào các ngày 11 và 23 tháng 12 năm 1941, và đã bị hư hại do hỏa lực pháo phòng vệ duyên hải của lực lượng Thủy quân Lục chiến trong lần thứ nhất.
Yūbari bị đánh chìm vào ngày 27 tháng 4 năm 1944 ngoài khơi Palau bởi tàu ngầm Mỹ Bluegill.

## Danh sách thuyền trưởng
- Masao Sugiura (sĩ quan trang bị trưởng): 1 tháng 3 năm 1923 - 31 tháng 7 năm 1923
- Masao Sugiura: 31 tháng 7 năm 1923 - 1 tháng 12 năm 1923
- Nobuichi Yamaguchi: 1 tháng 12 năm 1923 - 10 tháng 11 năm 1924
- Aijiro Tomioka: 10 tháng 11 năm 1924 - 20 tháng 10 năm 1925
- Kiyoshi Anno: 20 tháng 10 năm 1925 - 1 tháng 11 năm 1926
- Shinpei Kida: 1 tháng 11 năm 1926 - 1 tháng 12 năm 1927
- Shigefusa Morita: 1 tháng 12 năm 1927 - 30 tháng 11 năm 1929
- Takeo Kawana: 30 tháng 11 năm 1929 - 15 tháng 11 năm 1930
- Seitaro Hara: 15 tháng 11 năm 1930 - 1 tháng 12 năm 1931
- Jiro Saito: 1 tháng 12 năm 1931 - 15 tháng 11 năm 1933
- Ko Kiyomiya: 15 tháng 11 năm 1933 - 15 tháng 11 năm 1934
- Daigo Tadashige: 15 tháng 11 năm 1934 - 25 tháng 5 năm 1935
- Seiichi Harada: 25 tháng 5 năm 1935 - 31 tháng 10 năm 1935
- Masao Yamamoto: 31 tháng 10 năm 1935 - 1 tháng 12 năm 1936
- Sueto Hirose: 1 tháng 12 năm 1936 - 15 tháng 11 năm 1937
- Yugoro Hori: 15 tháng 11 năm 1937 - 20 tháng 7 năm 1938
- Shutoku Miyazato: 20 tháng 7 năm 1938 - 15 tháng 11 năm 1938
- Takero Koda: 15 tháng 11 năm 1938 - 1 tháng 11 năm 1939
- Michiaki Kamata: 1 tháng 11 năm 1939 - 15 tháng 11 năm 1939
- Heitaro Edo: 15 tháng 11 năm 1939 - 1 tháng 11 năm 1940
- Masami Ban: 1 tháng 11 năm 1940 - 15 tháng 8 năm 1942
- Yasuji Hirai: 15 tháng 8 năm 1942 - 3 tháng 5 năm 1943
- Morie Funaki: 3 tháng 5 năm 1943 - 26 tháng 12 năm 1943
- Ranji Oe: 26 tháng 12 năm 1943 - 30 tháng 1 năm 1944
- Takeo Nara: 30 tháng 1 năm 1944 - 28 tháng 4 năm 1944